# Obsession maladive (téléfilm)
Pour plus de détails, voir Fiche technique et Distribution.
Obsession maladive (Do No Harm) est un téléfilm de suspense canadien réalisé par Philippe Gagnon et diffusé le 2 février 2012 sur The Movie Network.
En France, il a été diffusé le 16 août 2016 sur M6.

## Synopsis
Emily est une créatrice de mode très reconnue sur le point de se marier. Un jour, son fiancé, parti en voyage d'affaires, est victime d'un crash d'avion. Totalement dévastée, elle tente de mettre fin à ses jours. Sa meilleure amie, Gillian, la sauve de justesse et la fait hospitaliser. Le docteur Thorne, une psychiatre sympathique que tout le monde adore, l'aide peu à peu à se sortir de cette dépression. Un an plus tard, elle sort de l'hôpital et reprend son travail tout en continuant sa thérapie. Emily reprend progressivement goût à la vie. Alors qu'elle souhaite mettre fin à la psychanalyse, elle s’inquiète de la place qu'occupe le docteur Thorne dans sa vie, qui commence à la harceler.

## Fiche technique
- Titre original : Do No Harm
- Réalisation : Philippe Gagnon
- Scénario : Gina Wendkos
- Musique : James Gelfand et Louise Tremblay
- Année de production : 2012
- Société de production : Incendo
- Version française : VF Productions
- Durée : 88 minutes
- Pays :  Canada

## Distribution
- Deanna Russo (VF : Armelle Gallaud) : Emily Edmonds
- Lauren Holly (VF : Caroline Beaune) : Dr Thorne
- Sarah Allen (VF : Sybille Tureau) : Gillian Stewart
- Paul Greene (en) (VF : Laurent Mantel) : Ian Brock
- Vito De Filippo (VF : Éric Aubrahn) : Dr David Rosen
- Jeff Geddis (en) (VF : Frédéric Popovic) : Mark
- Jason Blicker (en) (VF : Yann Pichon) : Wallers
- Daniel Brochu (en) (VF : Jean-Marco Montalto) : inspecteur Gennaro
- Johanna Nutter (VF : Isabelle Volpe) : Mary
- Glenda Braganza (en) : Phoebe
- Holly Gauthier-Frankel (en) : Holly
- Felicia Shulman : Loretta
- Terry Green : Fred Wallace
- Andrew Farmer : chauffeur de taxi
- Stéphanie Buxton : secrétaire de Ian
- Melissa Galianos : assistante de Gillian
- Catherine-Amélie Côté : Emily Thorne

 Source et légende : version française (VF) sur RS Doublage et selon le carton du doublage français télévisuel.